# Jean Guillaume Locré de Roissy
Pour les articles homonymes, voir Locré.
Jean Guillaume Locré de Roissy, né le 20 mars 1758 à Leipzig (alors dans l'électorat de Saxe), mort en décembre 1840 à Mantes, est un jurisconsulte français qui a été secrétaire général du Conseil d’État sous le Consulat, l’Empire et les Cent-Jours. Il a été fait baron de l’Empire par Napoléon.

## Biographie
Il est issu d’une vieille famille de marchands merciers ; son père, Jean-Baptiste Locré de Roissy, est le fondateur de la Maison Locré et de la Manufacture de La Courtille. Sa naissance à Leipzig est due à l'installation de son père en Saxe à l'époque.

### Études et débuts professionnels
Revenu en France avec son père, il fait des études de droit à Paris. À vingt-sept ans, il est reçu avocat et s’inscrit en 1787 au tableau des avocats au parlement de Paris et la Révolution française le trouve en possession d’une clientèle nombreuse.

### Les débuts de la Révolution
Au début de la Révolution il devient, en 1790, premier des douze électeurs de la section de Bondy. Élu juge de la paix, il inaugure son tribunal au mois de janvier 1791.
En 1791, Jean Guillaume Locré épouse la seconde fille du marquis Villain de Quincy, Christine Élisabeth.
L'année suivante, avec quatre confrères (Menjaud, Buob, Bosquillon et Fayel), il se rend aux Tuileries pour instruire les auteurs des évènements de la Journée du 20 juin 1792. Avec eux, il rencontre le Roi pour l’aviser des moyens de le préserver de sa perte face aux importantes agitations.
En conséquence de leur dévouement au roi, trois de ses collègues sont assassinés ; le quatrième est mené à l’échafaud. Locré échappe à ce sort en se retirant à Joigny dans l'Yonne. Il revient à Paris deux ans plus tard, chargé par les habitants de cette ville d’une mission auprès de la Convention.
C’est alors que Merlin et Cambacérès, choisis par leurs collègues pour classer les lois décrétées jusqu’à cette époque (1794), proposent à Locré de se mettre à la tête de ce travail, en qualité de Secrétaire général du Comité de législation de la Convention. Locré fait remarquer qu’avant de réunir les lois, il faut les compléter et les mettre en harmonie. Un second décret donne cette latitude à la commission ; Locré rédige alors un plan ingénieux que le Comité de salut public fait écrire à la main, encadrer, et placer dans la salle des séances.
Pourtant, une lettre de sentiment religieux écrite par Locré et retrouvée dans les papiers de Quatremère, parvient au Comité de salut public ; il est arrêté le 22 juin 1794, mais, grâce au témoignage de Cambacérès, il recouvre immédiatement la liberté.

### Le Directoire, le Consulat et l’Empire

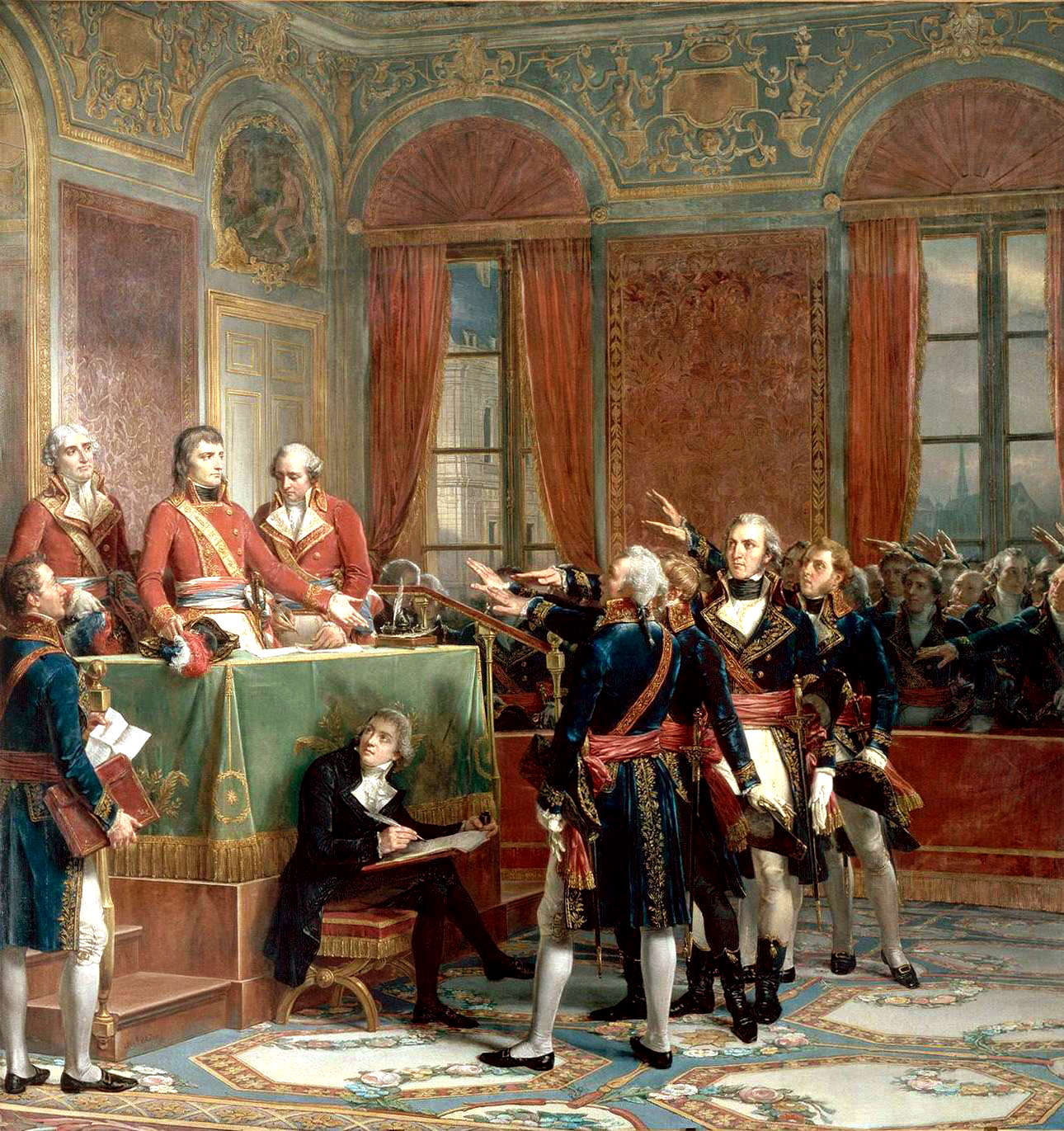
Installation du Conseil d'État

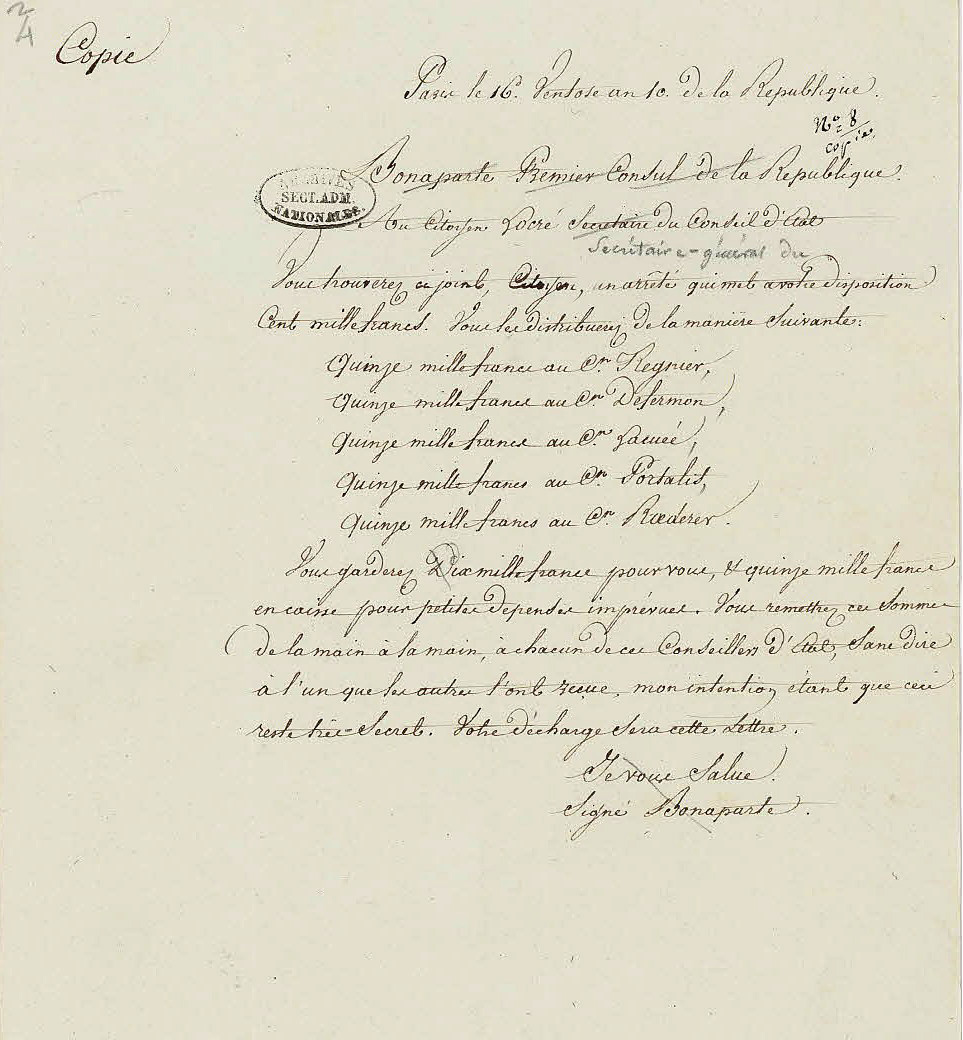
Minute d’une lettre de Napoléon à Jean–Guillaume Locré, lui demandant de répartir très discrètement une somme de 100 000 francs entre cinq conseillers d’État, Paris, 7 mars 1802. Archives nationales.

En 1795, lorsque vient le Directoire, Locré est nommé secrétaire-rédacteur du conseil des Anciens. De ce moment jusqu’en 1799, Locré est l’un des deux rédacteurs du Conseil des Anciens. Il collabore en même temps au Journal des débats en donnant des comptes-rendus des séances du Conseil des Anciens. 
À la suite du coup d'État du 18 fructidor an V, il est nommé secrétaire du Conseil d’État, le 24 décembre 1799. Il reste attaché au Conseil d’État, avec le titre de secrétaire général sous le Consulat, sous l’Empire et les Cent-Jours. Lorsque Napoléon préside le Conseil d’État, l’archichancelier Cambacérès siège à droite, l’architrésorier Lebrun à sa gauche et, vis-à-vis de Cambacérès, Locré rédige les procès-verbaux de toutes les délibérations.  
La manière dont il prend des notes pour ensuite les retranscrire en procès-verbaux reste inconnue : aucune de ces notes n'a été conservée. Il existe deux types de procès-verbaux : la règle générale selon laquelle seuls les faits et les résultats sont produits dans les procès verbaux, à l'exclusion des discussions; et l'exception où les procès-verbaux reproduisent les débats et interventions individuelles. Tel a été le cas pour tous les débats relatifs à tous les codes. Dans ces débats, Locré a donné un ton uniforme, faisant disparaitre toute originalité de style de chaque orateur, même dans les interventions de Napoléon. L'exactitude des propos reproduits est considérée comme fiable, notamment du fait que chaque conseiller d'État pouvait relire et demander rectification de ses propos avant publication, même si on ignore si des modifications furent demandées. Selon le professeur Charles Durand qui a consacré un livre aux travaux du Conseil d'État sous Napoléon, "Locré n'était sans doute pas un grand juriste et il ne se trouvait pas en mesure de toujours reprendre avec certitude et netteté la pensée d'un Tronchet, d'un Cambacérès, d'un Portalis ou d'un Treilhard".   
D'autres personnes ont pris des notes pendant les discussions sur les codes, à commencer par Thibaudeau et Maleville.  
Mais Locré est le seul responsable de la rédaction des procès-verbaux des séances. Il bénéficie de la confiance personnelle du premier consul puis de l’Empereur. Les procès verbaux des séances consacrées au code civil ont fait l'objet d'une diffusion officielle, en 5 volumes (Napoléon fit écarter les procès verbaux de 21 séances relatives au divorce et à l'adoption).  
En plus de son travail de secrétaire général du Conseil d'État et de son traitement équivalent à celui d'un président d'un Tribunal d'appel, Locré donnait "journellement" des consultations, comme il l'indique dans l'avertissement de son Esprit du Code de procédure civile. Il mentionne ainsi, dans son Histoire de mes relations et de mon procès avec le libraire Würz, avoir gagné 20.000 francs par an en plus de ses émoluments. 
Il est nommé officier de la Légion d'honneur.
Le 16 mai 1813, il est fait baron de l’Empire par Lettres Patentes.

### La Restauration et les Cent-Jours
La première Restauration récompense ses longs services en lui laissant ses hautes fonctions. Dambray, nommé chancelier de France, le charge de la rédaction du projet de réorganisation du conseil d’État, mis en harmonie avec la charte.
Après les Cent-Jours, il aurait sans doute été conservé à son poste s’il n’avait signé la déclaration du Conseil d’État du 24 mars 1815, réquisitoire en forme contre les Bourbon, à la rédaction de laquelle, comme secrétaire, Locré prit une large part. Sa rédaction de l’acte additionnel aux Constitutions de l’Empire fait qu'à la fin des Cent-Jours, il est renvoyé du Conseil d’État sans retraite [réf. nécessaire].
Il reprend alors la profession d’avocat et continue les grands ouvrages de jurisprudence qu’il avait commencés sous l’Empire. Il se fait connaître sous la Restauration par ses travaux de jurisconsulte et quelques consultations savantes où il renseigne sur les séances de rédaction du Code civil grâce à ses notes de séances, dont Napoléon déclarait « Quel recueil que ces procès-verbaux de Monsieur Locré ! On y trouverait mot pour mot tout ce que je raconte.
Bien que le roi Louis-Philippe Ier ait pour lui une grande estime[réf. nécessaire], Locré n’accepte aucune fonction publique pendant ce règne.
De son mariage, le baron Locré a trois enfants : Jeanne Christine Elisabeth, épouse du baron Thieullen, Louise Jeanne Pauline, épouse du chevalier Préaux Locré, et le baron Pierre Marcel Locré, secrétaire de section au Conseil d'État.
Il prend sa retraite en 1832 et meurt à Mantes en décembre 1840.

## Publications
Parmi ses œuvres on compte :
- Procès-verbaux du Conseil d’État contenant la discussion du projet de Code Civil, 1801-1804
- L’esprit du Code Civil, 1806
- L’esprit du Code de Commerce, 1811-1813
- L’esprit du Code de Procédure Civile, 1815
- La législation civile, commerciale, et criminelle de la France, 1826 et années suivantes : ouvrage majeur de Locré, en 31 volumes.
- Discussions sur la liberté de la presse, 1819.